# Perzyny (województwo łódzkie)
Perzyny – wieś w Polsce położona w województwie łódzkim, w powiecie radomszczańskim, w gminie Wielgomłyny.
Przed 2017 rokiem Trzebce-Perzyny, o statusie kolonii.
W latach 1975–1998 miejscowość administracyjnie należała do województwa piotrkowskiego.
Zobacz też: Perzyny